# Proprium humani ingenii est odisse quem laeseris
 Proprium humani ingenii est odisse quem laeseris  лат.(изговор: пропријум хумани ингенији ест одисе квем лезерис.) У људској је природи мрзјети онога кога си увриједио. (Тацит)

## Поријекло изреке
Ово је изговорио Тацит (лат. Publius или Gaius Cornellus Tacitus), римски говорник, правник и сенатор и један од највећих античких историчара на прелазу из првог у други вијек нове ере
.

## Тумачење
Како је увреду немогуће оправдати, јер је она увијек неоснована, тако је и свако извињење трајно излишно. Зато се преживјети може једино доказујући и његујући у себи мржњу према ономе кога смо повриједили. Човјек грешке не прихвата, он их увијек само грешкама брани. Грешке подлијежу унутрашњем принципу нагомилавања.